# كايلا ميراكل
كايلا ميراكل (مواليد 26 أبريل 1996) هي لاعبة مصارعة حرة أمريكية، حصلت على الميدالية الفضية في بطولة العالم 2021.

## روابط خارجية
- كايلا ميراكل على موقع قاعدة بيانات المصارعة الدولية (الإنجليزية)
- كايلا ميراكل على موقع اللجنة الأولمبية الدولية (الإنجليزية)
- كايلا ميراكل على موقع أوليمبيديا (الإنجليزية)